# Clivillés + Cole
Clivillés + Cole er en producerduo fra USA. Duoen havde et stort hit med "Gonna Make You Sweat (Everybody Dance Now)" Under navnet C+C Music Factory.

## Diskografi
- Gonna make you sweat (1990)
- Anything goes (1994)
- C & c music factory (1995)

| Musikgruppe | Spire Denne artikel om en amerikansk musikgruppe er en spire som bør udbygges. Du er velkommen til at hjælpe Wikipedia ved at udvide den. |